# Kaalkopmiervogel
De kaalkopmiervogel (Gymnocichla nudiceps) is een vogel uit de familie Thamnophilidae (miervogels).

## Kenmerken
Deze vogel heeft een gedrongen lichaam met korte poten, een brede staart en een felblauwe, kale kruin. Het verenkleed is zwart. De lichaamslengte bedraagt 16 cm.

## Leefwijze
Deze grondvogel slaat bij het foerageren zijn staart omlaag. Het mannetje zingt met trillende staart.

## Verspreiding
Deze soort komt voor in vochtige laaglandbossen in Centraal-Amerika en het noorden van Colombia en telt vier ondersoorten:
- G. n. chiroleuca: van zuidoostelijk Mexico tot westelijk Panama.
- G. n. erratilis: van westelijk Costa Rica tot westelijk Panama.
- G. n. nudiceps: oostelijk Panama en noordwestelijk Colombia.
- G. n. sanctamartae: noordelijk Colombia.

## Status
De grootte van de populatie is in 2022 geschat op 0,5-5 miljoen volwassen vogels. Op de Rode lijst van de IUCN heeft deze soort de status niet bedreigd.